# Феррейра, Скай
Скай Тоня Феррейра (англ. Sky Tonia Ferreira; род. 8 июля 1992, Лос-Анджелес) — американская певица, автор песен, модель и актриса. Первый мини-альбом Скай, As If!, был выпущен 22 марта 2011 года. Затем, 16 октября 2012 года, появился следующий мини-альбом под названием Ghost, получивший положительные отзывы. Песня Феррейры «Everything Is Embarrassing» была признана одной из лучших песен 2012 года такими изданиями, как Pitchfork Media, The Guardian, Los Angeles Times, Spin, Fact и журналом New York.
В июле 2009 года Феррейра подписала контракт с лейблом Parlophone. В 2013 году Скай выпустила первую полноформатную пластинку Night Time, My Time, а также дебютировала в кино в качестве героя второго плана в фильме Элая Рота «Зелёный ад».

## Ранние годы
Скай Тоня Феррейра родилась 8 июля 1992 года в Лос-Анджелесе. Феррейра имеет индейские, португальские и бразильские корни. Была воспитана бабушкой, которая работала стилистом у Майкла Джексона более 30 лет. Скай заявила в интервью для Newsbeat BBC Radio: «Мы просто стали с ним друзьями. С самого рождения я росла рядом с ним и я всегда могла увидеться с ним. У меня были каникулы с ним и все в таком же духе». В тринадцать лет Феррейра начала брать уроки оперы и совершенствовать свой голос. Последующие несколько лет она провела поддерживая профиль в социальной сети Myspace, куда она загружала различные демо с треками, написанные и исполненные ею самой. Незадолго до своего пятнадцатилетия она привлекла внимание шведского дуэта Bloodshy & Avant, связавшись с ними через социальную сеть. Продюсеры были впечатлены и впоследствии решили заключить с ней контракт.
На музыкальное творчество Скай оказали влияние такие исполнители, как Мадонна, Эмма Бантон, Майкл Джексон, Принс, Blondie, Элтон Джон, Дэвид Боуи, Серж Генсбур, Мея, Lil’ Kim, Бритни Спирс, Гвен Стефани, Элис Купер, Нэнси Синатра и The Runaways.

## Карьера

### 2009—2011:As If!
После того, как Скай подписала контракт с Parlophone в июле 2009, она впоследствии появилась в клипе Uffie на песню «Pop the Glock» и снялась в независимом драматическом фильме 2010 года Putty Hill в роли Дженни. В июне 2010 года Феррейра появилась на обложке журнала Jalouse после того, как засветилась в Dazed & Confused, Interview и Purple. В то же время она начала работу над своим новым дебютным студийным альбомом, сочиняя и записывая синглы с продюсерами и своими соавторами Bloodshy & Avant, Грегом Керстином, Николь Морье, Класом Олундом, Колином Манро, Линдой Перри и с Фрэнкмьюзик.
После релиза синглов «17», One и Obsession, через пресс-релиз было объявлено, что альбом будет выпущен 11 января 2011 года. Тем не менее, выход альбома был отложен и официальным названием мини-альбома стало «As If!». Следующая дата выхода альбома была назначена на 22 марта 2011 года студией Capitol Records. Но выпуску альбома предшествовал релиз нового сингла на радио под названием «Sex Rules», прозвучавшего впервые 1 марта 2011 года. Одновременно с этим Феррейра поучаствовала в рекламе нового аромата от Calvin Klein. Также Скай появилась на обложке журнала Vs. в качестве модели для коллекции Весна/Лето 2011, фотографом был Эллен фон Унверт. Наряду с этим, Феррейра появилась в рекламе Adidas, вместе со Снуп Догом и Биг Шоном.

### 2012—2014:Night Time, My Time
В октябре 2011 года Скай в одном из интервью рассказала, что ещё работает над своим дебютным альбомом, но её музыкальное направление меняется, отдаляясь от электро-поп, и все более становясь похожим на синглы Blondie. Через месяц Феррейра объявила на своей официальной страничке в Facebook, что новый альбом, как и ожидалось, будет выпущен летом 2012 года, а первый сингл в феврале того же года.
В декабре 2011 года певица объявила, что теперь работает с Джоном Брионом, Ширли Мэнсон и Грегом Керстином над своим дебютным альбомом.
23 января 2012 Феррейра раскрыла название своего нового альбома, Wild at Heart.
7 февраля того же года Феррейра подтвердила «Swamp Girl» и «24 Hours», как названия двух треков из альбома Wild at Heart.
Сингл «Lost in My Bedroom», который по словам самой Скай, «является наиболее в альбоме относящимся к жанру электро-поп», появился в сети Интернет 2 марта 2012 года.
Феррейра заявила, что выпустит два клипа на песню «Red Lips», ставшую её первым новым синглом, 12 июня 2012 года.
По состоянию на июнь 2012 года, один клип на песню «Red Lips» все же был выпущен, а название самого альбома поменялось с Wild at Heart на I’m Not Alright.
8 августа 2012 года Феррейра на своем официальном Tumblr опубликовала пост, в котором говорилось, что мини-альбом будет выпущен в сентябре, продюсируемый Брионом.
В итоге мини-альбом появился 16 октября 2012 года, в него входили небезызвестные треки «Red Lips» и «Everything Is Embarrassing», а также ещё три новых песни, «Lost in My Bedroom» (прозвучавшая в одном из эпизодов Анатомии страсти), «Ghost» и «Sad Dream».
Поздней ночью на шоу Джимми Фэллона Скай исполнила песню «Everything Is Embarrassing».
1 октября 2012 года состоялся релиз трейлера фильма IRL с участием Феррейры, в котором она сыграла роль Ангела, который был описан как «наглядный взгляд на реальность молодой жизни в Нью-Йорке». Фильм вышел на экраны в июне 2013 года.
В том же месяце она снова переименовала свой дебютный студийный альбом в I Will и заявила, что он выйдет «позже этим летом».
Она отметила, что альбом будет состоять из «десяти песен в высоком темпе, все ещё довольно электронных, хотя по какой-то причине вживую они звучат более поп-роково». Он был снова переименован в Night Time, My Time. Альбом вышел 29 октября 2013 года на лейбле Capitol Records.
После выхода альбом получил благоприятные отзывы музыкальных критиков: на сайте Metacritic альбом получил «в целом благоприятные отзывы» на основе 30 рецензий со средним баллом 79. Rolling Stone включил его в список пятых лучших дебютных альбомов 2013 года, отметив его мощное смешение элементов синти-попа с более гранжевым инди-роковым звучанием. Альбом также был назван 25-м лучшим альбомом года по версии журнала Complex.
Альбом дебютировал на 45 месте в US Billboard 200. Песня «You’re Not the One» была выпущена в качестве лид-сингла с альбома Night Time, My Time 24 сентября 2013 года.
В сентябре Феррейра снялась в роли Кейси в независимом фильме «Зеленый ад». Ранним утром 14 сентября она и её парень, фронтмен DIIV Закари Коул Смит, были арестованы за хранение наркотиков в Согертисе, штат Нью-Йорк. Феррейра, у которой были таблетки экстази, была арестована за хранение наркотиков и сопротивление аресту; у Смита был героин. Она вышла под залог. В октябре Феррейра отменила последнюю неделю своего тура с Vampire Weekend после кровоизлияния в голосовые связки, которое, по её словам, было вызвано голосовым узлом, который неоднократно ошибочно диагностировался как ларингит.
В ноябре Феррейра и Icona Pop были объявлены в качестве разогревающих групп в туре Майли Сайрус Bangerz Tour, который начался 14 февраля 2014 года. Позже в том же месяце она выпустила свой третий расширенный альбом Night Time, My Time: B-Sides Part 1. В декабре Феррейра была объявлена пресс-секретарем бренда по уходу за волосами Redken. Затем она выступила в качестве приглашенной вокалистки с Ариэлем Пинком в его треке «My Molly», который был выпущен в виде клипа 23 декабря того же года.
20 февраля 2014 года, во время третьего выступления, открывающего тур Bangerz Tour, Феррейра упала и рассекла голень на сцене. После завершения выступления Феррейра была доставлена на машине скорой помощи в больницу Анахайма, где ей наложили 60 швов. В результате травмы она была вынуждена временно отказаться от поддержки тура, но вскоре вернулась. 20 ноября 2014 года, во время своего североамериканского тура, Феррейра дебютировала с новым треком под названием «Guardian».

### 2015 год — настоящее время:Masochismи роли в кино
16 июля 2014 года Феррейра объявила через Twitter, что работает над своим вторым альбомом. Она описала звучание альбома как «более агрессивное» и работала с Ариэлем Рехтшейдом и Джастином Райзеном, с которыми она продюсировала Night Time, My Time, а также с Бобби Гиллеспи и Эндрю Иннесом из шотландской группы Primal Scream. Феррейра также выразила желание сотрудничать с Гезаффельштейном. Она также снялась в комедийно-драматическом фильме 2016 года «Элвис и Никсон», режиссёром которого является Лайза Джонсон, и фильме «Трест», в котором снялись Николас Кейдж и Элайджа Вуд, а режиссёрами выступили Бенджамин и Алекс Брюэр.
7 апреля 2015 года Феррейра подтвердила, что её предстоящий второй студийный альбом будет называться Masochism. 12 мая 2015 года певица объявила, что выпустит фильм, соавтором и режиссёром которого является её частый коллега Грант Сингер, сопровождаемый новым синглом, а выход альбома запланирован на конец года.
4 июня Jimmy Choo объявили, что Феррейра станет лицом их нового аромата под названием Illicit. В сотрудничестве с Primal Scream она написала песню «Where the Light Gets In», которая была выпущена 1 февраля 2016 года в качестве лид-сингла с одиннадцатого студийного альбома группы, Chaosmosis.
25 апреля 2016 года было объявлено, что Феррейра станет приглашенной звездой в сиквеле 2017 года телесериала Дэвида Линча «Твин Пикс» 1990-х годов.
В октябре 2016 года она получила роль в фильме Йонас Окерлунд «Повелители хаоса», основанном на одноимённой книге 1998 года Майкла Мойнихэна и Дидрика Сёдерлинда. Она появилась в Playboy в октябре 2016 года, причем фотосессия послужила «визуальным представлением» её следующего альбома. Феррейра снялась в фильме Эдгара Райта «Baby Driver» 2017 года, изобразив мать главного героя Бэби (которого сыграл Энсел Элгорт). Она также исполнила кавер-версию песни Commodores «Easy» для саундтрека фильма, продюсером которого выступил Найджел Годрич.
В 2018 году она заявила: «Я просто хотела бы прояснить для некоторых: Мое молчание не следует путать с халатностью, я глубоко переживаю и вкладываю в свою музыку все, что у меня есть. Включая все мои доходы. Я не буду выкладывать то, что меня не устраивает».
21 марта 2019 года Феррейра анонсировала сингл «Downhill Lullaby», который вышел 27 марта. В июле она дебютировала с песней «Descending» во время Pitchfork Music Festival. Она сотрудничала с Charli XCX на промо-сингле «Cross You Out», выпущенном в августе.
9 октября 2019 года Феррейра в Instagram отметила, что Pitchfork поместил песню «Everything Is Embarrassing» на 12 место в списке «200 лучших песен 2010-х годов», опубликовав скриншот с фотографией из списка, заявив, что она «выпустит новую музыку прямо перед окончанием десятилетия (2010-х)». Это не осуществилось.
Однако 19 декабря 2021 года Феррейра заявила, что Masochism действительно «выйдет», а в марте следующего года выпустила 18-секундный тизер предстоящего второго сингла Masochism под названием «Don’t Forget», который был выпущен 25 мая.
6 декабря 2024 года Скай Феррейра выпустила песню "Leash", которая была записана специально для фильма "Плохая девочка". В связи с премьерой песни, Феррейра дала интервью порталу Rolling Stone, в котором рассказала, что все-таки планирует выпустить альбом "Masochism". Это первый независимый сингл, записанный Феррейрой после разрыва контракта с лейблом Capitol Records.

## Музыкальный стиль
Феррейра в основном поет в стиле синти-поп. Её творчество также описывается как дэнс-поп, инди-поп, инди-рок, альтернативный рок и арт-поп. Её ранние работы включали элементы дэнс-попа и электро-попа, наиболее заметные в треках «As If!» и «Ghost». Последний EP также включает элементы акустики и новой волны. Её лирика изначально включала темы бунтарства и подростковой романтики; Эндрю Унтербергер из Popdust выразил мнение, что «17» представляет собой «почти ужастик, явно призванный шокировать и расстроить», а в «One» «вместо этого роботизированная Скай рассуждает о разрыве связи в отношениях и своей собственной неспособности чувствовать что-либо в результате». По мере развития своей карьеры Феррейра все чаще экспериментировала с элементами инди-рока, которые можно было услышать в её первом альбоме Night Time, My Time.
Вокальный диапазон Феррейры был описан как контральто.
Джулианна Эскобедо Шепберд из Rolling Stone написала, что «песни Феррейры запоминающиеся, но они также густо покрыты пухом и синтезаторами, вызывая такие влияния, как Suicide, Siouxsie Sioux и краутрок-группа Harmonia». Каролина Рамос из The GW Hatchet сравнила Феррейру с новозеландской исполнительницей Lorde, обе они, по её мнению, «решают проблемы современной любви, желания и неуверенности с глубиной, самообладанием и откровенностью». Она сравнила её музыкальный стиль с поп-музыкой 1980-х годов и отметила, что «ее горловой, знойный вокал напоминает Лану Дель Рей, которая отказалась от яркости и живости в пользу более холодного тона». Тем не менее, Феррейра может сбавить обороты, а более мягкие композиции, такие как «Sad Dream», демонстрируют её вокальный диапазон и редко встречающуюся мягкость. Эндрю Унтербергер заявил, что «через разнообразные синглы, EP, гостевые роли и живые выступления Скай доказала, что является одной из самых талантливых певиц, творческих авторов песен и умелых коллабораторов, работающих в настоящее время в жанре», но обвинил «плохой маркетинг, споры с лейблами и её собственный перфекционизм» в длительной задержке Night Time, My Time; он также заявил, что неоднократное переименование самой пластинки «должно дать вам некоторое представление о проблемах музыкальной идентичности, от которых она страдала на протяжении многих лет».
После установления дружеских отношений с певицей Майли Сайрус в 2013 году Грегори Е. Миллер из New York Post отметил, что СМИ и широкая публика будут продолжать «следить за каждым её шагом». Феррейра прокомментировала, что «[Майли], очевидно, намного более знаковая фигура, и все внимание [приковано] к ней, но я чувствую, что мы проходим через подобное, когда все пытаются сказать, что мы пытаемся сделать себя объектами, но на самом деле, все остальные делают это более похожим на то, что секс является сенсацией, и вчитываются в вещи. Приятно, что есть кто-то, кто это понимает». Феррейра также вызвала небольшие споры, появившись топлес на обложке Night Time, My Time, на что она ответила: «В этой фотографии нет ничего порнографического; мы пришли на эту землю обнаженными». Феррейра также является феминисткой, что повлияло на её творчество; она сказала: «Мне кажется, что я плохо справляюсь с ролью феминистки, если я не вызываю у кого-то злость».

## Дискография

### Студийные альбомы
- Night Time, My Time (2013)
- Masochism (анонс:  2015)

### Мини-альбомы
- As If! (2011)
- Ghost (2012)

### Видеоклипы
| \| Название \| Год \| Режиссёр \| \| ---------------------------------------------- \| ---- \| ---------------- \| \| 17 \| 2010 \| Cass Bird \| \| One \| 2010 \| Rankin \| \| Obsession \| 2010 \| Marc Klasfeld \| \| Traces \| 2011 \| Rankin \| \| Red Lips \| 2012 \| Terry Richardson \| \| Everything is Embarrassing \| 2012 \| Grant Singer \| \| Sad Dream \| 2012 \| Grant Singer \| \| Lost in My Bedroom (Forever 21’s Desert Disco) \| 2013 \| Grant Singer \| \| Lost in My Bedroom \| 2013 \| Grant Singer \| \| You’re Not The One \| 2013 \| Grant Singer \| \| Night Time, My Time \| 2013 \| Grant Singer \| \| My Molly (при участии Ариэль Пинк) \| 2013 \| Grant Singer \| \| I Blame Myself \| 2014 \| Grant Singer \| |      |                  |
| В качестве актрисы: - Wait (клип группы DIIV) 2013 - Diane Young (клип группы Vampire Weekend) 2013 - LA Drugs (клип группы Starred) 2013 |      |                  |
| Название | Год  | Режиссёр         |
| 17 | 2010 | Cass Bird        |
| One | 2010 | Rankin           |
| Obsession | 2010 | Marc Klasfeld    |
| Traces | 2011 | Rankin           |
| Red Lips | 2012 | Terry Richardson |
| Everything is Embarrassing | 2012 | Grant Singer     |
| Sad Dream | 2012 | Grant Singer     |
| Lost in My Bedroom (Forever 21’s Desert Disco) | 2013 | Grant Singer     |
| Lost in My Bedroom | 2013 | Grant Singer     |
| You’re Not The One | 2013 | Grant Singer     |
| Night Time, My Time | 2013 | Grant Singer     |
| My Molly (при участии Ариэль Пинк) | 2013 | Grant Singer     |
| I Blame Myself | 2014 | Grant Singer     |

## Фильмография
| Название         | Год  | Роль        |
| ---------------- | ---- | ----------- |
| Putty Hill       | 2010 | Дженни      |
| IRL              | 2013 | Angel       |
| Зелёный ад       | 2013 | Кейси       |
| Элвис и Никсон   | 2015 | Шарлотта    |
| Доверие          | 2016 | Женщина     |
| Твин Пикс        | 2017 | Элла        |
| Малыш на драйве  | 2017 | Мама малыша |
| Повелители хаоса | 2018 | Энн-Марит   |